# Modraszek dafnid
Modraszek dafnid (Polyommatus daphnis) – motyl dzienny z rodziny modraszkowatych.

## Wygląd
Rozpiętość skrzydeł od 33 do 37 mm, dymorfizm płciowy wyraźny: Wierzch skrzydeł samców błękitny, samic brunatny (często z niebieskim nalotem).

## Siedlisko
Suche stanowiska stepowe, nasłonecznione zbocza, nasypy kolejowe, murawy i ekstensywnie użytkowane pastwiska.

## Biologia i rozwój
Wykształca jedno pokolenie w roku (od lipca do połowy sierpnia). Roślina żywicielska: cieciorka pstra. Jaja składane są pojedynczo na roślinach w pobliżu cieciorek, ale nigdy na nich samych. Stadium poczwarki trwa 3–4 tygodnie.

## Rozmieszczenie geograficzne
Gatunek pontyjko-śródziemnomorski, w Polsce występuje w południowo-wschodniej części kraju. Obserwuje się ekspansję gatunku.